# Ceraeochrysa
Genre
Ceraeochrysa est un genre d'insectes de l'ordre de névroptères, de la famille des Chrysopidae, de la sous-famille des Chrysopinae et de la tribu des Chrysopini.

## Espèces
Ceraeochrysa acmon -  Ceraeochrysa acutipuppis -  Ceraeochrysa adornata -  Ceraeochrysa anceps -  Ceraeochrysa angulata -  Ceraeochrysa ariasi -  Ceraeochrysa arioles -  Ceraeochrysa aroguesina -  Ceraeochrysa berlandi -  Ceraeochrysa caligata -  Ceraeochrysa castilloi -  Ceraeochrysa caucana -  Ceraeochrysa cincta -  Ceraeochrysa claveri -  Ceraeochrysa costaricensis -  Ceraeochrysa cubana -  Ceraeochrysa discolor -  Ceraeochrysa dislepis -  Ceraeochrysa dolichosvela -  Ceraeochrysa effusa -  Ceraeochrysa elegans -  Ceraeochrysa everes -  Ceraeochrysa fairchildi -  Ceraeochrysa falcifera -  Ceraeochrysa fiebrigi -  Ceraeochrysa gradata -  Ceraeochrysa inbio -  Ceraeochrysa indicata -  Ceraeochrysa infausta -  Ceraeochrysa josephina -  Ceraeochrysa lateralis -  Ceraeochrysa laufferi -  Ceraeochrysa lineaticornis -  Ceraeochrysa melaenopareia -  Ceraeochrysa michaelmuris -  Ceraeochrysa montoyana -  Ceraeochrysa nigripedis -  Ceraeochrysa nigripes -  Ceraeochrysa paraguaria -  Ceraeochrysa pittieri -  Ceraeochrysa pseudovaricosa -  Ceraeochrysa rafaeli -  Ceraeochrysa reddyi -  Ceraeochrysa reducta -  Ceraeochrysa rochina -  Ceraeochrysa sanchezi -  Ceraeochrysa scapularis -  Ceraeochrysa silvanoi -  Ceraeochrysa smithi -  Ceraeochrysa squalidens -  Ceraeochrysa squama -  Ceraeochrysa tauberae -  Ceraeochrysa tenuicornis -  Ceraeochrysa torresi -  Ceraeochrysa tucumana -  Ceraeochrysa valida